# 厨川駅
厨川駅（くりやがわえき）は、岩手県盛岡市厨川一丁目にある、IGRいわて銀河鉄道いわて銀河鉄道線の駅である。
好摩駅から乗り入れる東日本旅客鉄道（JR東日本）花輪線の列車も利用可能である。

## 歴史
- 1918年（大正7年）11月1日：鉄道院東北本線の駅（一般駅）として開業[1]。
- 1971年（昭和46年）8月15日：専用線発着を除く貨物の取扱を廃止[1]。
- 1984年（昭和59年）2月1日：貨物の取扱を全廃（旅客駅となる）[1]。専売公社（現：日本たばこ産業）盛岡工場専用線廃止。
- 1985年（昭和60年）3月14日：荷物の取扱を廃止[1]。
- 1987年（昭和62年）
  - 3月31日：貨物の取扱を戸籍上再開（一般駅に戻る）[1]。貨物列車の設定はないままであった。
  - 4月1日：国鉄分割民営化により、東日本旅客鉄道（JR東日本）・日本貨物鉄道（JR貨物）の駅となる[1]。
- 2002年（平成14年）12月1日：東北新幹線の盛岡 - 八戸間の開業にともないJR東日本から第三セクターに移管[2]、IGRいわて銀河鉄道・JR貨物の駅となる。
- 2006年（平成18年）
  - 4月1日：JR貨物の駅が廃止され、貨物の取扱が終了[3][4]。
  - 12月1日：銀河鉄道観光が滝沢駅から当駅へ移転[5]。同時に駅業務を盛岡駅管理から銀河鉄道観光管理に移管（銀河鉄道観光の係員が駅業務を兼務）。
- 2009年（平成21年）：駅業務を盛岡駅管理に移管。
  - 4月：東西地下自由通路着工。
- 2010年（平成22年）3月：厨川駅構内における銀河鉄道観光窓口営業終了、IGR本社内に移転。
- 2013年（平成25年）1月7日：東西地下自由通路暫定供用開始。

## 駅構造
島式ホーム1面2線を持つ地上駅である。駅舎とホームは跨線橋で連絡している。
直営駅（盛岡駅所属厨川在勤、早朝夜間駅員不在）で、出札口と自動券売機が設置されている。

### のりば
| 番線 | 路線                                | 方向 | 行先     |
| ---- | ----------------------------------- | ---- | -------- |
| 1    | ■いわて銀河鉄道線 （■花輪線を含む） | 上り | 盛岡方面 |
| 2    | ■いわて銀河鉄道線                   | 下り | 八戸方面 |
| 2    | ■花輪線                             | 下り | 大館方面 |

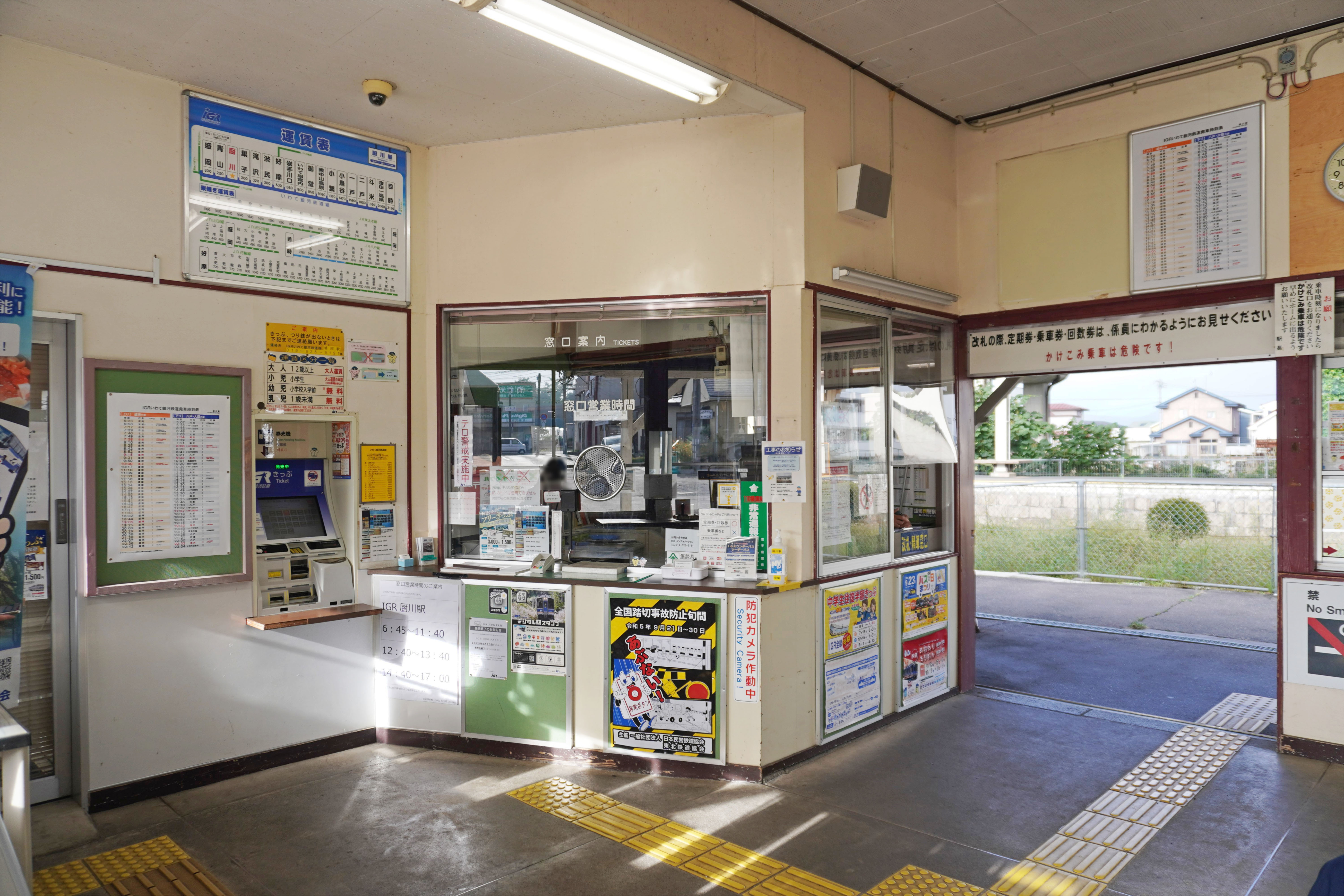
改札口（2023年9月）
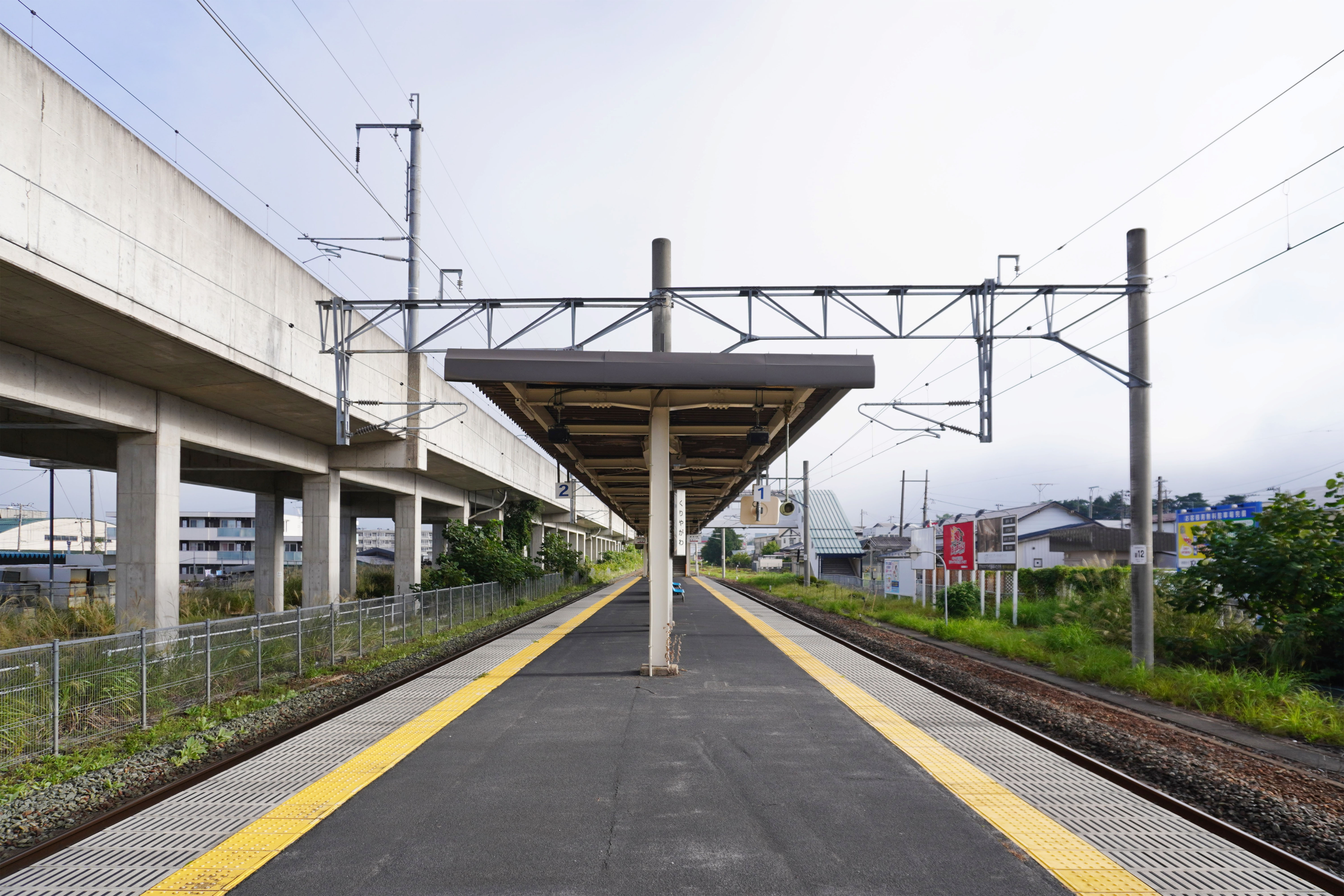
ホーム（2023年9月）

## 利用状況
IGRいわて銀河鉄道によると、2024年度（令和6年度）の1日平均乗降人員は3,023人である。
2000年度（平成12年度）以降の推移は以下のとおりである。なお、2000年度（平成12年度）- 2002年度（平成14年度）におけるJR東日本が算出した数値は乗車人員のものである。
| 乗車人員・乗降人員推移  | 乗車人員・乗降人員推移 | 乗車人員・乗降人員推移 | 乗車人員・乗降人員推移 | 乗車人員・乗降人員推移 | 乗車人員・乗降人員推移 | 乗車人員・乗降人員推移 | 乗車人員・乗降人員推移 |
| 年度                    | 1日平均 乗車人員       | 1日平均乗降人員        | 1日平均乗降人員        | 1日平均乗降人員        | 1日平均乗降人員        | 1日平均乗降人員        | 出典                   |
| 年度                    | 1日平均 乗車人員       | 定期                   | 定期                   | 定期                   | 定期外                 | 合計                   | 出典                   |
| 年度                    | 1日平均 乗車人員       | 通勤                   | 通学                   | 合計                   | 定期外                 | 合計                   | 出典                   |
| ----------------------- | ---------------------- | ---------------------- | ---------------------- | ---------------------- | ---------------------- | ---------------------- | ---------------------- |
| 2000年（平成12年）      | 1,755                  |                        |                        |                        |                        |                        | [ JR 1 ]               |
| 2001年（平成13年）      | 1,762                  |                        |                        |                        |                        |                        | [ JR 2 ]               |
| 2002年（平成14年）(JR)  | 1,784                  |                        |                        |                        |                        |                        | [ JR 3 ]               |
| 2002年（平成14年）(IGR) |                        | 1,086                  | 1,665                  | 2,751                  | 1,068                  | 3,819                  | [ IGR 2 ]              |
| 2003年（平成15年）      |                        | 978                    | 1,821                  | 2,799                  | 928                    | 3,727                  | [ IGR 3 ]              |
| 2004年（平成16年）      |                        | 899                    | 1,773                  | 2,672                  | 881                    | 3,553                  | [ IGR 4 ]              |
| 2005年（平成17年）      |                        | 815                    | 1,744                  | 2,559                  | 889                    | 3,448                  | [ IGR 5 ]              |
| 2006年（平成18年）      |                        | 788                    | 1,573                  | 2,361                  | 738                    | 3,099                  | [ IGR 6 ]              |
| 2007年（平成19年）      |                        | 758                    | 1,404                  | 2,162                  | 642                    | 2,804                  | [ IGR 7 ]              |
| 2008年（平成20年）      |                        | 708                    | 1,259                  | 1,967                  | 590                    | 2,557                  | [ IGR 8 ]              |
| 2009年（平成21年）      |                        | 688                    | 1,161                  | 1,849                  | 574                    | 2,423                  | [ IGR 9 ]              |
| 2010年（平成22年）      |                        | 713                    | 1,207                  | 1,920                  | 551                    | 2,471                  | [ IGR 10 ]             |
| 2011年（平成23年）      |                        | 705                    | 1,242                  | 1,947                  | 560                    | 2,507                  | [ IGR 11 ]             |
| 2012年（平成24年）      |                        | 713                    | 1,175                  | 1,888                  | 634                    | 2,522                  | [ IGR 12 ]             |
| 2013年（平成25年）      |                        | 868                    | 1,281                  | 2,149                  | 651                    | 2,800                  | [ IGR 13 ]             |
| 2014年（平成26年）      |                        | 865                    | 1,364                  | 2,229                  | 662                    | 2,891                  | [ IGR 14 ]             |
| 2015年（平成27年）      |                        | 901                    | 1,401                  | 2,302                  | 665                    | 2,967                  | [ IGR 15 ]             |
| 2016年（平成28年）      |                        | 955                    | 1,494                  | 2,449                  | 686                    | 3,135                  | [ IGR 16 ]             |
| 2017年（平成29年）      |                        | 977                    | 1,496                  | 2,473                  | 699                    | 3,172                  | [ IGR 17 ]             |
| 2018年（平成30年）      |                        | 979                    | 1,513                  | 2,492                  | 717                    | 3,209                  | [ IGR 18 ]             |
| 2019年（令和元年）      |                        | 977                    | 1,448                  | 2,425                  | 686                    | 3,111                  | [ IGR 19 ]             |
| 2020年（令和02年）      |                        | 919                    | 1,418                  | 2,337                  | 469                    | 2,806                  | [ IGR 20 ]             |
| 2021年（令和03年）      |                        | 870                    | 1,441                  | 2,311                  | 436                    | 2,747                  | [ IGR 21 ]             |
| 2022年（令和04年）      |                        | 859                    | 1,532                  | 2,391                  | 497                    | 2,888                  | [ IGR 22 ]             |
| 2023年（令和05年）      |                        | 844                    | 1,582                  | 2,426                  | 561                    | 2,987                  | [ IGR 23 ]             |
| 2024年（令和06年）      |                        | 827                    | 1,611                  | 2,438                  | 585                    | 3,023                  | [ IGR 1 ]              |

## 駅周辺
- 盛岡厨川郵便局
- 盛岡中央高等学校・附属中学校
- 盛岡大学附属高等学校
- 岩手県北バス本社・盛岡営業所
- 国道4号
- 盛岡信用金庫厨川支店
- 岩手県営運動公園（陸上競技場）
- 盛岡新幹線車両センター

## バス路線
| 運行事業者                        | 路線・行先                                                                 |
| 厨川駅前                          | 厨川駅前                                                                   |
| --------------------------------- | -------------------------------------------------------------------------- |
| 岩手県交通                        | - 厨川中央線 - 松園みたけ線 - みたけ・箱清水線                             |
| 岩手県北バス                      | - 沼宮内営業所 - 盛岡大学 - 八幡平方面                                     |
| JRバス東北                        | 平庭高原線                                                                 |
| 岩手県北バス盛岡営業所            |                                                                            |
| 岩手県北バス                      | - E01・E02：イオンモール盛岡南 - D01・D02・D04・E21・E22：盛岡バスセンター |
| - 岩手県北バス - フジエクスプレス | 岩手きずな号                                                               |
| 厨川駅西口                        |                                                                            |
| 岩手県交通                        | みたけ西線                                                                 |
| 岩手県北バス                      | - E03：イオンモール盛岡南 - E23：盛岡バスセンター                          |

近隣の盛岡市道箱清水一丁目・厨川一丁目1号線は、交通量増加に伴い1998年までに三馬橋の架替と同時に大型車が通れる幅へと拡幅されたほか、高松四丁目及び箱清水一丁目地区の未改良箇所（狭隘区間）も2006年度中に工事が終わった。それまでは通学・通園バス以外の大型車両通行が全面禁止となっていたため、ここから三馬橋を介して（岩手県交通上田線系統につながる）緑が丘・黒石野・松園・高松の池方面へ向かう路線バスは運行不可能だったが、2007年4月21日の岩手県北バスのダイヤ改正により、路線が新設され悲願の三馬橋経由の路線バス開設となった。その後岩手県交通も路線を開設した。
北大橋・上田経由の下り便の終着が、2016年10月1日より「厨川駅西口」に変更されたため、「農業研究センター」は上り便のみの経由となっている。そのため、2017年4月15日改正で経路番号が「イオンモール盛岡南」始発がE03、「盛岡バスセンター」始発がE23にそれぞれ変更された。

## 地下自由通路
当駅の東西は線路によって分断されており、また北側にある元滝沢踏切は朝夕の時間帯に激しい渋滞となる上に見通しが悪く歩道もない。このため、近隣の高校へ通う生徒や地域住民の安全確保のため地下通路整備の要望が地元町内会や駅利用者より出され、2008年12月より、当駅の東西を結ぶ歩行者専用地下自由通路が盛岡市によって整備されることとなった。2008年度に予算執行が市議会で承認され、翌2009年4月より工事が開始された。2013年1月7日より、暫定供用として7時 - 20時の間通行できるようになった。
関連事業として、当駅の東西に駅前広場と駐輪場が新たに整備された。

## 隣の駅
IGRいわて銀河鉄道
■いわて銀河鉄道線・■JR花輪線（JR花輪線は盛岡駅 - 好摩駅間いわて銀河鉄道線）
青山駅 - 厨川駅 - 巣子駅

### 記事本文
1. 1 2 3 4 5 6 7  石野哲 編『停車場変遷大事典 国鉄・JR編 Ⅱ』（初版）JTB、1998年10月1日、413頁。ISBN 978-4-533-02980-6。
2. ↑  「JR年表」『JR気動車客車編成表 '03年版』ジェー・アール・アール、2003年7月1日、186頁。ISBN 4-88283-124-4。
3. ↑  『貨物駅の廃止及び呼称の統一について』（PDF）（プレスリリース）日本貨物鉄道、2006年3月16日。オリジナルの2021年3月17日時点におけるアーカイブ。2021年3月17日閲覧。
4. ↑  “JR貨物が厨川駅（盛岡）廃止 実績なく、来月にも”. 岩手日報 (岩手日報社):  p. 6. (2006年3月17日)
5. ↑  “利用者増目指し冬企画など展開 三鉄、IGR”. 岩手日報 (岩手日報社):  p. 19. (2006年11月16日)
6. 1 2 3  “厨川駅”.   IGRいわて銀河鉄道. 2021年4月11日閲覧。
7. ↑  “厨川駅発のバス2路線運行開始　盛岡市と県北バス”. 岩手日報 (岩手日報社):  p. 16. (2007年4月22日)
8. ↑  みたけ上田バイパス線　厨川駅西口乗り入れのお知らせ(H28.10.1~)
9. ↑  岩手県北バス　盛岡市内バス時刻表　平成29年4月15日実施夏期号
10. ↑  “主要事業の実績(平成26年度)”.   盛岡市 (2016年8月21日). 2022年1月15日閲覧。
11. ↑  “IGR厨川駅に西口駐輪場が完成－利用者の利便性高まる”. 盛岡経済新聞 (みんなの経済新聞ネットワーク). (2014年4月17日) 2022年1月15日閲覧。

### 利用状況

#### JR東日本
1. ↑  「JR東日本：各駅の乗車人員（2000年度）」東日本旅客鉄道。2025年7月9日閲覧。
2. ↑  「JR東日本：各駅の乗車人員（2001年度）」東日本旅客鉄道。2025年7月9日閲覧。
3. ↑  「JR東日本：各駅の乗車人員（2002年度）」東日本旅客鉄道。2025年7月9日閲覧。

#### IGRいわて銀河鉄道
1. 1 2  「2024年度 駅別乗降人員（1日平均） (PDF)」IGRいわて銀河鉄道。2025年7月5日閲覧。
2. ↑  「平成14年度 駅別乗降人員（一日平均） (PDF)」IGRいわて銀河鉄道。2025年7月5日閲覧。
3. ↑  「平成15年度 駅別乗降人員（一日平均） (PDF)」IGRいわて銀河鉄道。2025年7月5日閲覧。
4. ↑  「平成16年度 駅別乗降人員（一日平均） (PDF)」IGRいわて銀河鉄道。2025年7月5日閲覧。
5. ↑  「平成17年度 駅別乗降人員（1日平均） (PDF)」IGRいわて銀河鉄道。2025年7月5日閲覧。
6. ↑  「平成18年度 駅別乗降人員（1日平均） (PDF)」IGRいわて銀河鉄道。2025年7月5日閲覧。
7. ↑  「平成19年度 駅別乗降人員（1日平均） (PDF)」IGRいわて銀河鉄道。2025年7月5日閲覧。
8. ↑  「平成20年度駅別乗降人員（1日平均） (PDF)」IGRいわて銀河鉄道。2025年7月5日閲覧。
9. ↑  「平成21年度駅別乗降人員（1日平均） (PDF)」IGRいわて銀河鉄道。2025年7月5日閲覧。
10. ↑  「平成22年度 駅別乗降人員（1日平均） (PDF)」IGRいわて銀河鉄道。2025年7月5日閲覧。
11. ↑  「平成23年度 駅別乗降人員（1日平均） (PDF)」IGRいわて銀河鉄道。2025年7月5日閲覧。
12. ↑  「平成24年度 駅別乗降人員（1日平均） (PDF)」IGRいわて銀河鉄道。2025年7月5日閲覧。
13. ↑  「平成25年度 駅別乗降人員（1日平均） (PDF)」IGRいわて銀河鉄道。2025年7月5日閲覧。
14. ↑  「平成26年度 駅別乗降人員（1日平均） (PDF)」IGRいわて銀河鉄道。2025年7月5日閲覧。
15. ↑  「平成27年度 駅別乗降人員（1日平均） (PDF)」IGRいわて銀河鉄道。2025年7月5日閲覧。
16. ↑  「平成28年度 駅別乗降人員（1日平均） (PDF)」IGRいわて銀河鉄道。2025年7月5日閲覧。
17. ↑  「平成29年度 駅別乗降人員（1日平均） (PDF)」IGRいわて銀河鉄道。2025年7月5日閲覧。
18. ↑  「平成30年度駅別乗降人員（1日平均） (PDF)」IGRいわて銀河鉄道。2025年7月5日閲覧。
19. ↑  「令和元年度駅別乗降人員（1日平均） (PDF)」IGRいわて銀河鉄道。2025年7月5日閲覧。
20. ↑  「2020年度 駅別乗降人員（1日平均） (PDF)」IGRいわて銀河鉄道。2025年7月5日閲覧。
21. ↑  「2021年度 駅別乗降人員（1日平均） (PDF)」IGRいわて銀河鉄道。2025年7月5日閲覧。
22. ↑  「2022年度 駅別乗降人員（1日平均） (PDF)」IGRいわて銀河鉄道。2025年7月5日閲覧。
23. ↑  「2023年度 駅別乗降人員（1日平均） (PDF)」IGRいわて銀河鉄道。2025年7月5日閲覧。